# Callambulyx flavina
Callambulyx flavina är en fjärilsart som beskrevs av Jules Leon Austaut 1912. Callambulyx flavina ingår i släktet Callambulyx och familjen svärmare. Inga underarter finns listade i Catalogue of Life.